# عبد السلام السليمان
عبد السلام بن عبد الله محمد السليمان. فقيه وأستاذ جامعي سعودي وهو عضو في هيئة كبار العلماء، وعضو اللجنة الدائمة للفتوى.عميد المعهد العالي للقضاء.

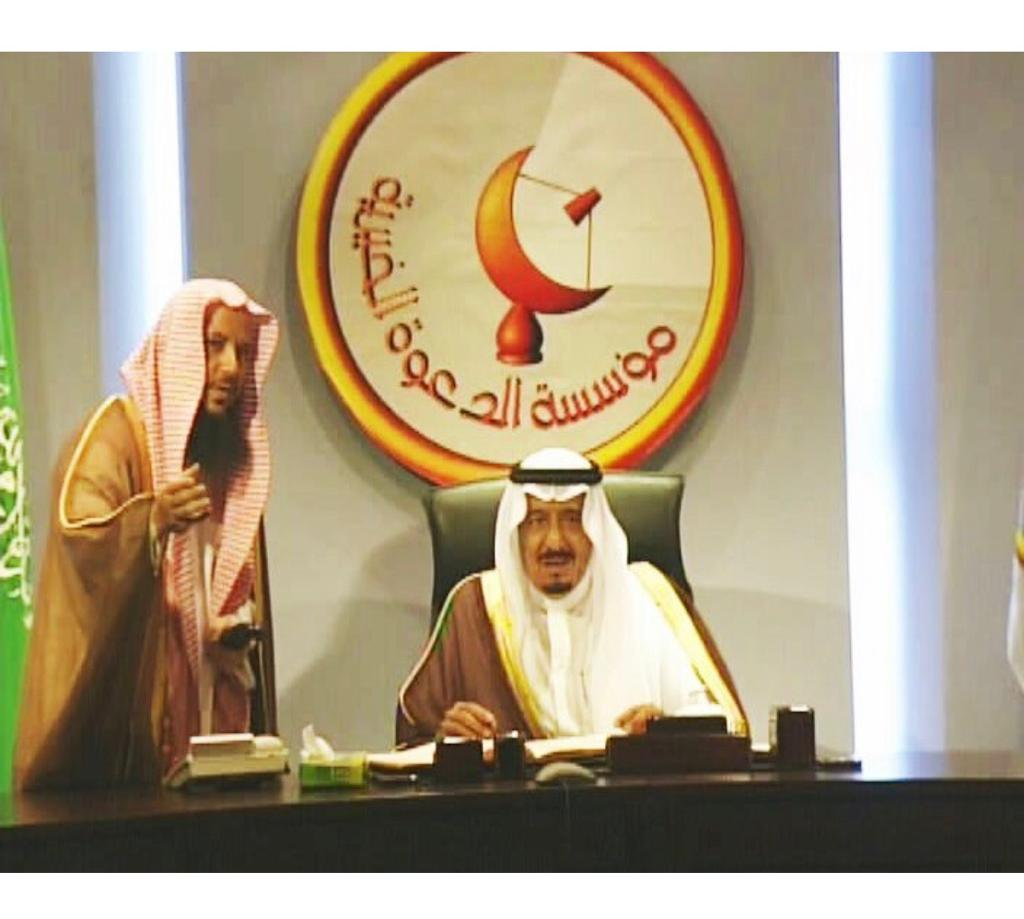

```

```

## مولده ونشأته وتعليمه
هو عبد السلام بن عبد الله بن محمد السليمان، من النواصر من قبيلة بني تميم، ومن جهة الأم يرجع نسبه إلى عائلة الحصين من النواصر من بني تميم. ولد في مدينة الرياض.
الشيخ د. عبد السلام من طلاب سماحة العلامة الشيخ عبد العزيز بن باز، حيث درس عليه من العام 1407هـ، ولازمه وحضر دروسه حتى وفاته، وأخرج له المجموعة البازية، ثمان مجلدات في دروس متنوعة، واعتنى بجمع كبير من التسجيلات الخاصة لدروس سماحته وأشرف على إخراجها، 
والشيخ من طلاب الشيخ صالح بن فوزان الفوزان؛ حيث لازمه من العام 1408 هـ حتى الآن، واعتنى بكثير من كتب وعلم الشيخ وصلت إلى 83 مجلدًا، كما درس على جمع من العلماء منهم مفتي عام المملكة العربية السعودية الشيخ عبد العزيز ال الشيخ، والشيخ عبد الله بن جبرين والشيخ عبد الرحمن البراك والشيخ عبد العزيز الراجحي، والشيخ صالح السدلان، وغيرهم من العلماء، 

## تعليمه
تدرج في تحصيله العلمي حتى حصل على درجة الدكتوراه في الفقه المقارن من المعهد العالي للقضاء بجامعة الإمام محمد بن سعود الإسلامية، وكانت الرسالة بعنوان:(اختيارات الشيخ محمد ابن إبراهيم الفقهية وآراؤه المعاصرة) أشرف على الرسالة رئيس مجلس الشورى الشيخ الدكتور/عبد الله بن محمد بن إبراهيم آل الشيخ.

## أعماله الوظيفية
درًس في كلية الشريعة بجامعة الإمام محمد بن سعود الإسلامية، ثم في المعهد العالي للقضاء، عين عام 1440ه عضوا في هيئة كبار العلماء، وعضوا في اللجنة الدائمة للفتوى بالمملكة العربية السعودية، ثم عين عميدا للمعهد العالي للقضاء بجامعة الإمام محمد بن سعود الإسلامية بالرياض إضافة لعضويته في هيئة كبار العلماء، واللجنة الدائمة للفتوى.

## أعماله الأخرى
هو مؤسس لمؤسسة الدعـوة الخيرية، والمشرف العام على منـظـومة عــطـاء ورئيس لجنة مراجعة كتب المواد الشرعية للتعليم العام وتحسينها وتطويرها في وزارة التعليم. إضافة لأعمال ومشاركات متعددة في مجال العمل الدعوي والخيري قام بالإشراف ومناقشة عدد كبير من رسائل الماجستير بالمعهد العالي للقضاء.

## الدراسة على المشايخ
وقد تتلمذ الشيخ على كل من:
- لازم الشيخ عبد العزيز بن باز من عام 1407 وحتى وفاته، ودرس عليه عدد كبير من الكتب منها:
  - تفسير ابن كثير
  - تفسير البغوي
  - كتاب التوحيد
  - صحيح البخاري
  - صحيح مسلم
  - سنن النسائي
- درس عند الشيخ عبد العزيز بن عبد الله آل الشيخ مـفتي عــام المملكة ورئيس هيئة كبار العلماء في المعهد العالي للقضاء.
- درس عند الشيخ الدكتور صالح بن فوزان الفوزان (من عام 1407هـ حتى الآن) ودرس عليه:
  - جميع مؤلفات الشيخ محمد بن عبد الوهاب.
  - قراءة في فتاوى شيخ الإسلام ابن تيمية.
  - العدة شرح العمدة.
  - نونية ابن القيم.
  - بلوغ المرام.
  - قرة عيون الموحدين وغيرها من الكتب العلمية.
- درس عند عبد الله بن عبد الرحمن الغديان مجموعة من القواعد الفقهية (من عام 1410 حتى وفاته).
- درس عند الشيخ عبد الله بن جبرين ( من عام 1410هـ إلى 1415هـ ): العدة شرح العمدة.
- درس عند الشيخ عبد العزيز الراجحي (من عام 1410هـ إلى 1414هـ ):
  - البخاري
  - مسلم.
- الشيخ: عبد الرحمن البراك(من عام 1409هـ إلى 1411هـ)
- بلوغ المرام
- الشيخ الدكتور صالح بن غانم السدلان(من عام 1406هـ إلى 1419هـ)
  - تم قراءة الكثير من متون كتب الحنابلة.
  - الروض المربع وشروحاته.
  - الكافي وغيرها.
  - زاد المعاد
  - الفرائض

كما درس عند الشيخ الدكتور: صالح بن عبد الله بن حميد، المستشار بالديوان الملكي، والشيخ الدكتور عبد الله بن محمد آل الشيخ، رئيس مجلس الشورى، والشيخ صالح بن عبد العزيز آل الشيخ، وزير الدولة وعضو مجلسي الوزراء والشؤون السياسية والأمنية.

## الخبرات العملية
قائمة الخبرات:
- عضو هيئة كبار العلماء
- عضو اللجنة الدائمة للفتوى
- عميد المعهد العالي للقضاء بجامعة الإمـام محمد بن سعود الإسلامية
- المشاركة في دورات دعوية
- المشاركة في دورات دعوية ومحاضرات وندوات داخل المملكة بالتعاون مع وزارة الشؤون الإسلامية، ومحاضرات خاصة في جامع الإمام تركي بن عبدالل ه – الجامع الكبير-بترشيح من مفتي عام المملكة الشيخ/ عبد العزيز ابن باز وكذلك دورات دعوية في المراكز الاجتماعية والدعوية وفي سجون المملكة وغيرها
- المشاركة في لجان الدعوة : المشاركة في لجان الدعوة في خارج المملكة في هولندا وأمريكا و ساحل العاج و ألمانيا و بورتاريكو (في البحر الكاريبـي)، وغـــيرهـا من الدول، ما يقارب خمسين دولة بتوجيه من الشيخ عبد العزيز بن باز.
- المشاركة في العديد من المؤتمرات الدولية والمحلية
- المشرف العام ل مدرسة الأمير فيصل بن فهد لتحفيظ القرآن الكريم والمتون العلمية
- عضو في مجلـس إدارة المسـاجد والمشاريع الخـيـرية
- عضو اللجنة الوطنية لرعاية السجناء والمفرج عنهم وأسرهم بمنطقة الرياض.
- عضو لجنة مراجعة الكتب الدراسية
- عضو لجنة مراجعة الكتب الدراسية وزارة التعليم العام والعالي، مراجع لجميع كتب المناهج الشرعية للتعليم العام التعليم العام
- رئيس لجنة مراجعة كتب المواد الشرعية للتعليم العام وتحسينها وتطويرها في وزارة التعليم
- عضو لجنة المناصحة، مركز الأمير محمد بن نايف للمناصحة والرعـاية
- التدريس في كلية الشريعة سابقاً جامعة الإمـام محمد بن سعود الإسلامية
- التدريس بالمعهد العالي للقضاء.
- مؤسس ومدير مؤسسة الدعـوة الخيرية

وقد تشرفت المؤسسة بتزكية ودعم من الأمير/سلطان بن عبد العزيز آل سعود وبدعم ومتابعة من خادم الحرمين الشريفين الملك/ سلمان بن عبد العزيز والذي تشرف برعاية حفل المؤسسة الأول، ورئيس عام المؤسسة الأمير/ سعود بن فهد بن عبد العزيز، وكذلك المستشار في  الديوان الملكي الشيخ / صالح بن عبـد العزيز آل الشيخ المشرف العام على مؤسسة الدعوة الخيرية، وجمع من الأمراء، وكبار العلماء والمسئولين في المملكة العربية السعودية على رأسهم مفتي عام المملكة الشيخ/ عبد العزيز بن عبد الله آل الشيخ، والشيخ /صالح بن محمد اللحيـدان، عضو هيئة كبار العلماء،   والشيخ / صالح بن فوزان الفوزان عضو هيئة كبار العلماء، وعضو اللجنة الدائمة للإفتاء، وغيرهم الكثير من الأمراء وأصحاب المعالي والمسؤولين.
- مؤسـس جمعـية البر بشمال الرياض

وحصلت جمعـية البر بشمال الرياض على أفضـل مؤسسة متخصصة في العمل الخيري على مستوى المملكة سنة 1424هـ، كما حازت الجمعية أيضاً على تزكية كبار العلماء ورجال التخصص في العمل الخيري من المسؤولين على رأسهم وزير الشؤون الاجتماعية د/ علي بن إبراهيم النملة. ووزير الشؤون الإسلامية الشيخ/ صالح بن عبد العزيز آل الشيخ.
- عضو الجمعية العلمية القضائية السعودية المعهد العالي للقـضـاء
- عضو ممثل للمنتدى الوطني للتعليم للجميع في عام 1424هـ

## المؤلفات
1. اختيارات الشيخ محمد بن إبراهيم الفقهية وآراؤه المعاصرة – مجلدان.
2. صلة الغلو في التكفير بالجريمة، تقديم الشيخ / عبد العزيز بن عبد الله آل الشيخ، والشيخ / صالح ابن فوزان الفوزان.
3. تربية الأولاد في ضوء الكتاب والسنة ـ مجلد واحد
4. شخصية المسلم في أزمـنة الفتن
5. تحقيق مخطوط فـتح الملك الوهاب في رد شــبه المـرتاب للشيخ/ عبد اللطيف بن عبد الرحمن بن حـسن آل الشيخ
6. تحقيق وإخراج مختارات من قصائد الشيخ عمران بن علي آل رضوان -من بلاد لنجه في إيران -في الرد على خصوم دعوة الشيخ / محمد بن عبد الوهاب.
7. تخريج أقوال الإمام أحمد على كتاب تأسيس النظر، ويليه مصطلحات وأصول الحنـــفية
8. مجموعة من البحوث العلمية في العقيدة والفقه المقارن

## التحقيق وإخراج الكتب والعناية بها
- سلسلة الفوائد العلمية من الدروس البازية (8) مجلدات وهي دروس ألقاها الشيخ : عبد العزيز بن باز عامي 1398 و 1399هــ.
- المجلد الأول: فوائد من شرح كتاب التوحيد.
- المجلد الثاني: فوائد من شرح (تيسير العزيز الحميد).
- القسم الأول المجلد الثالث: فوائد من شرح (تيسير العزيز الحميد).
- القسم الثاني المجلـد الرابع: فوائد من شرح صحيح البخاري.
- المجلد الخامـس: فوائد من شرح كتاب سنن الترمــذي.
- المجلـد السادس: فوائد من كتاب اقتضاء الصراط المستقيم لمخالفة أصحاب الجحيم.
- المجلد السابع: فوائد من كتاب إعلام الموقعين عن رب العالمين.
- المجلد الثامن: فوائد من شرح كتاب اختصار علوم الحديث.
- سلسلة شرح الرسائل:وهي عبارة عن ثمان رسائل للإمام المجدد الشيخ: محمد بن عبد الوهاب وشرحها للعلامة الشيخ: صالح بن فوزان الفوزان وهي:

1. الأصول الستة.
2. ستة مواضع من السيرة.
3. تفسير كلمة التوحيد.
4. بعض فوائد سورة الفاتحة.
5. نواقـض الإسلام.
6. الجامع لعبادة الله وحده.
7. معنى الـطاغـوت.
8. شـرح القواعد الأربع.

- لمعة الاعتقاد الهادي إلى سبيل الرشاد: للإمام أبي محمد موفق الدين عبد الله بن قدامة ـ مجلد واحدـ
- التعليق المختصر على النونية (نونية ابن القيم) المسماة (الشافية ـ الكافية). ثلاثة مجلدات شرح الشيخ: صالح بن فوزان الفوزان
- الدرة المضيئة شرح السفارينية (مجلد واحد).
- تسهيل الإلمام بفقه الأحاديث من بلوغ المرام شرح الشيخ / صالح بن فوزان الفوزان (7) مجلدات.
- شرح مناسك الحج والعمرة تحقيق وإخراج للشيخ : صالح بن فوزان الفوزان.

1. ↑  "عطاء". attaa.org. مؤرشف من الأصل في 2019-01-20. اطلع عليه بتاريخ 2019-10-25.